# Ростока (річка)
Росто́ка — річка в Сколівському районі Львівської області, права притока Стрию (басейн Дністра).

## Опис
Довжина річки приблизно 2  км. Висота витоку річки над рівнем моря 890 м, висота гирла — 790 м, падіння річки — 100 м, похил річки — 50 м/км.

## Розташування
Бере початок біля підніжжя гори Станеші на південно-західній стороні від заказника Бердо. Тече переважно на південний захід понад урочищем Бескид і в селі Верхнячка впадає в річку Стрий, праву притоку Дністра.